# Verveln
Verveln är en mindre ort vid sjön med samma namn i Tidersrums socken i Kinda kommun i södra Östergötland. Orten ligger vid järnvägen Stångådalsbanan och här fanns fram till 2003 en hållplats.
Ortens mest kända invånare var författarna Ruth och Olle Hedberg, som hade ett hus som de kallade Tveggesjö.